# Danna Scherp
Danna Scherp (31 de octubre de 1970) es una deportista australiana que compitió en taekwondo. Ganó una medalla de bronce en el Campeonato Asiático de Taekwondo de 1992 en la categoría de –60 kg.

## Palmarés internacional
| Campeonato Asiático | Campeonato Asiático    | Campeonato Asiático | Campeonato Asiático |
| Año                 | Lugar                  | Medalla             | Categoría           |
| ------------------- | ---------------------- | ------------------- | ------------------- |
| 1992                | Kuala Lumpur (Malasia) | Medalla de bronce   | –60 kg              |